# Língua barasana-eduria
A língua barasana-eduria é uma das inúmeras línguas faladas por povos indígenas da Região Amazônica, mais especificamente presente no sul da Colômbia, nas regiões próximas ao Rio Uaupés e Pirá Paraná. Pertencendo ao ramo oriental da família linguística das Línguas tucanas, é falada por cerca de 1900 pessoas,  sendo que 1030 delas são falantes étnicos também conhecidos como Barasanas. Na conjectura atual, é considerada vulnerável.
Um aspecto importante da cultura do povo Barasana é o fato de que consideram os falantes da mesma língua "seus próprios irmãos", e não podem, portanto, "casar com suas irmãs". Desse modo, promovem casamentos intertribais com falantes de outros idiomas da região, o que incentiva o multilinguismo.

## Etimologia
Apesar da origem do nome principal "barasana" ainda não estar bem estabelecida, sabe-se que um dos nomes alternativos da língua -comematsa- vem do nome nativo de um clã da tribo Barasana e significa "Pessoas da Comea", advindo da mitologia desse povo.

## Distribuição e Dialetos
Os falantes da língua estão distribuídos na parte Sul da Região Amazônica da Colômbia, próxima a fronteira com o Brasil. As principais localidades em que se concentram os falantes são as áreas do Rio Pirá Paraná, Rio Vaupés e Rio Apaporis, nos departamentos colombianos de Vaupés e Amazonas (departamento).
Os principais dialetos reportados são as variações do barasana (Comematsa, Janera, Paneroa, Barasano do Sul, Yebamasa) e eduria (Edulia, Erulia, Taiwano). A divisão entre essas duas línguas ainda é motivo de debate, pois apesar de serem 98% semelhantes e diferenciadas por uma pequena parte da fonologia, falantes nativos tendem a considerar as duas como distintas, e seus falantes são autorizados a casar entre si.

## Fonologia
A língua possui 11 consoantes e 6 vogais. Uma característica importante é a tonicidade, pois muitas palavras da língua se diferem pelo tom "alto" ou "baixo". Uma diferença marcante entre o barasana e o taiwano é a posição em que as sílabas tônicas de cada palavra se encontram.

### Consoantes
|             | Bilabial | Alveolar | Palatal | Velar | Glotal |
| Plosiva     | p b      | t d      | c ɟ     | k ɡ   |        |
| Fricativa   |          |          |         |       | h      |
| Aproximante |          |          |         | w     |        |
| Flap        |          | ɾ        |         |       |        |

### Vogais
|       | Anterior | Central | Posterior |
| ----- | -------- | ------- | --------- |
| Alta  | i        | ɨ       | u         |
| Média | e        |         | o         |
| Baixa |          | a       |           |

## Ortografia
A língua é escrita usando o Alfabeto latino. Para indicar a nasalização de uma vogal, emprega-se o Til . Abaixo, estão as letras que representam cada som.
| Caracteres | Som                         | Exemplo | Significado        |
| ---------- | --------------------------- | ------- | ------------------ |
| p          | Plosiva bilabial desvozeada | pisakʉ  | gato               |
| b          | Plosiva bilabial vozeada    | bʉhʉ    | aranha             |
| t          | plosiva alveolar desvozeada | ta      | grama              |
| d          | plosiva alveolar vozeada    | dakegʉ  | menino             |
| k          | plosiva velar desvozeada    | kakʉ    | Pai                |
| g          | plosiva velar vozeada       | gagʉ    | Irmão mais velho   |
| r          | Flap alveolar               | Rase    | Tucano             |
| h          | fricativa glotal            | Kahi    | Coca               |
| w          | fricativa labial semivogal  | Wewo    | Flauta             |
| y          | palatal semivogal           | Yai     | Cachorro           |
| i          | Vogal alta Anterior         | i       | ali                |
| e          | Vogal média anterior        | Eho     | Tipo de noz        |
| ʉ          | Vogal alta central          | ʉhʉ     | Chefe              |
| u          | Vogal alta posterior        | Udi     | Fumar              |
| a          | Vogal baixa central         | Wa      | Ir                 |
| o          | Vogal média posterior       | Oha     | Entrar na floresta |

## Gramática
A ordem sintática estabelecida na língua é "Objeto-Verbo-Sujeito", e a nasalização de certos sons constitui um marcador sintático presente em muitos termos.

### Pronomes pessoais
A língua distingue entre primeira, segunda e terceira pessoas do discurso, bem como entre singular e plural. Ademais, há a divisão na terceira pessoa do singular entre animado e inanimado, e a primeira pessoa do plural pode ser exclusiva ou inclusiva (em relação à pessoa com quem se fala).
| Pronomes | Significado |
| -------- | ----------- |
| yʉ       | Eu          |
| bʉ       | Tu          |
| ĩ        | Ele         |
| so       | Ela         |
| ti       | Inanimado   |
| yʉa      | Nós(exc.)   |
| bãdi     | Nós(inc.)   |
| bʉa      | Vós         |
| ĩdã      | Eles        |

### Pronomes interrogativos
Os pronomes interrogativos diferem entre si por número, animação e gênero, como exposto abaixo.
| Pronome     | Significado          |
| ----------- | -------------------- |
| yĩbʉ, dĩ    | Quem(masculino)      |
| yĩbʉ, diso  | Quem(feminino)       |
| yĩbarã, dõa | Quem(plural)         |
| yẽ          | O que                |
| dõ          | Onde, quando, como   |
| di          | Qual deles           |
| dõkoro      | Quanto(não-contável) |
| dõ-kãrãka   | Quanto(contável)     |

### Pronomes demonstrativos
Os pronomes demonstrativos inanimados são usados em aglutinação com outros termos da língua e diferem entre si quando se referem a objetos próximos ou distantes.
| Pronome | Significado   |
| ------- | ------------- |
| Adi     | Este(próximo) |
| I       | Aquele(longe) |

### Casos gramaticais
Para marcar o objeto de verbos, é adicionado a eles o marcador "re", como no exemplo abaixo. Além dessa função, "re" também pode ser usado para acompanhar aquele que sente algo (como em: "Eu sinto uma dor no coração) ou que recebe alguma coisa, seja um objeto ou um favor (como em: "Faça isso para mim")."ĩ-re bue yʉ" -Eu ensino a ele"

### Número
Além de distinguir o número de um pronome na escrita, também são usadas palavras para quantificar substantivos, antecedendo-os. Os Barasana geralmente contam com os dedos das mãos e dos pés. Em caso geral, descrevem a quantidade até cinco, e depois disso tendem a empregar "muitos". "koho-bõ-kõ-rõ"-literalmente "quantidade de uma mão" - significa "cinco", e "vinte" é escrito como "sĩgbãsʉ-kõ-rõ" - literalmente, quantidade de uma pessoa (soma dos dedos de mãos e pés).

### Classes
Foram reportados mais de 140 classificadores em barasano, e a maioria deles se refere à forma dos objetos. Por exemplo, emprega-se "ʉ" no final de palavras associadas à forma de árvores. A classe mais comum a ser empregada é a de forma para objetos, com 58 diferentes usos. Por conta de diferentes usos da linguagem, uma mesma palavra pode ser empregada com classes distintas. Por exemplo, "facão" é classificado em barasana por sua forma "kõbe-hai", mas em taiwano, sua classe está associada a seu uso (design) "hari-a-se".
| Tipo de classe     | Quantidade |
| ------------------ | ---------- |
| Forma              | 58         |
| Design             | 16         |
| Geográfica         | 15         |
| Massa              | 13         |
| Botanica           | 10         |
| Partes dissociadas | 7          |
| Formação           | 7          |
| Abstrata           | 4          |
| Associativa        | 3          |
| Geral              | 3          |
| Residual           | 1          |

### Conjugação
Em barasano, os verbos são flexionados para concordar com o sujeito (em gênero, número e animação), com o grau de evidência do falante (presenciado, dividido entre passado e presente, e não presenciado, dividido entre intenção, inferido e conjecturado) e com o modo verbal da frase (indicativo, imperativo, subjuntivo e interrogativo). Adicionam-se os seguintes sufixos no final de cada frase verbal.
| Sufixo | Pessoa               |
| ------ | -------------------- |
| bõ     | 3-Feminino singular  |
| bĩ     | 3-Masculino singular |
| bã     | plural-animado       |
| ha     | plural-inanimado     |

| Sufixo | Pessoa               |
| ------ | -------------------- |
| go     | 3-Feminino singular  |
| gʉ     | 3-Masculino singular |
| rã     | plural-animado       |
| ro     | plural-inanimado     |

| Sufixo | Pessoa               |
| ------ | -------------------- |
| rʉoko  | 3-Feminino singular  |
| rʉʉkʉ  | 3-Masculino singular |
| rʉarã  | plural-animado       |
| rʉaro  | plural-inanimado     |

| Sufixo | Pessoa               |
| ------ | -------------------- |
| rio    | 3-Feminino singular  |
| rii    | 3-Masculino singular |
| riarã  | plural-animado       |
| riaro  | plural-inanimado     |

### Presente
No presente, distinguem-se verbos pela noção de movimento e distância ao falante. Em caso geral, para indicar uma ação que acontece no exato momento, adiciona-se o sufixo "a" após o verbo.

#### Imperativo
Para dar comandos, adicionam-se os sufixos "ba" ou "ya" logo após o verbo.
"yʉ-re goti-ya bʉ" - Conte-me!

### Indicativo
É o modo usado em sentenças no passado e presente de evidência comprovada(presenciado). A flexão do verbo é, portanto, correspondente a esses dois casos.

### Subjuntivo
Usado em sentenças de evidência incerta(não presenciada), correspondendo aos sufixos de conjectura.

### Interrogativo
Em perguntas cuja resposta pode ser "sim" ou "não", usa-se o sufixo interrogativo "ti".
"wa-be-a-ti bĩ" - Ele não vai?
Em perguntas envolvendo um conteúdo como resposta, a sentença é iniciada por um pronome interrogativo e o mesmo sufixo "ti" é usado após o verbo.
"yĩb-ʉ yã-a-ti bʉ" - Quem é você?.

### Frases comparativas
Em comparações, utiliza-se o modificador "rẽtoro", que signifca "mais que" ou "passando de", antes da qualidade a ser comparada.
"ĩ gag-ʉ rẽto-ro hai-gʉ yã-a-bĩ" - Ele é maior que seu irmão mais velho

### Negação
A negação de um verbo ocorre com a adição do sufixo "be" logo após a sua raiz. Também há alguns verbos propriamente com sentido negativo, como "bã" - "não ser", " estar em falta de".
"Wa-be-a-ha yʉ" - Eu não vou.

## Vocabulário
Como exemplo de vocabulário, há abaixo um fragmento de um conto do folclore do povo barasana e sua tradução para o português.
Ina guarone, ina ba-arejone, ina watoa, ĩ bajirone, ina nearʉarone, oco wijʉ, oco bʉcʉa wijʉ retorʉngʉcoasuju ĩ, Rijocamacʉ. To bajiri ina majato jʉdo, ina sʉya maja wa; Bajigʉne sena sarore eja rujucõari, tiquere uca aje juyayuju.
Sempre que as filhas de Menl desciam para tomar banho e nadar, o menino Rijocamach também nadava lá. Embora muitas vezes tentassem pegá-lo, ele sempre escapava para a gruta submersa.